# Средњошколски центар „Никола Тесла” Вукосавље
Средњошколски центар „Никола Тесла” је носилац средњошколског образовања у Вукосављу. Налази се у улици Омладинска бб.

## Историјат
Подаци о Средњошколском центру „Никола Тесла” постоје од 2011—2012. године. Упис 2018—2019. је укључивао занимања Козметички техничар, Грађевински техничар, Трговачки техничар и Фризер, а 2019—2020. занимања Машински техничар за компјутерско конструисање, Козметички техничар, Трговачки техничар, Економски техничар и Фризер. Матуранте 2020—2021. је чинило тринаест ученика смера Трговачки техничар и седамнаест ученика смера Фризер, упис је садржао занимања Пословно–информатички техничар, Трговачки техничар, Механичар грејне и расхладне технике, Ауто–механичар и Фризер. Године 2021—2022. су садржали занимања Пословно–информатички техничар, Ауто–механичар и Фризер. Матуранте 2022—2023. је чинило деветнаест ученика смера Механичари грејне и расхладне технике, осамнаест ученика смера Фризери, једанаест ученика Машински техничари и осамнаест ученика Козметички техничари. Ученици су уписивали образовне профиле Механичари грејне и расхладне технике, Фризер и Царински техничар. Школа не посједује стандардну библиотеку, умјесто тога садрже кабинет Савјета ученика школе који је уједно и мјесто гдје ученици могу читати школске лектире као и бројна друга дјела која су скупљена кроз волонтерске акције које су сами организовали. Данас садрже три занимања: Техничар CNC технологија и Козметички техничар у четверогодишњем трајању и Фризер у трогодишњем трајању.